# Tracks of My Years
Albums de Bryan Adams
11
(2008) Get Up
(2015)
Tracks of My Years est le douzième album studio de l'auteur-compositeur-interprète canadien Bryan Adams, sorti le 30 septembre 2014.
Il ne comporte qu'une seule chanson originale, She Knows Me, sortie en single, les autres sont des reprises.

## Liste des titres
| No  | Titre                   | Auteur                                             | Durée |
| --- | ----------------------- | -------------------------------------------------- | ----- |
| 1.  | Any Time at All         | Lennon/McCartney                                   | 2:34  |
| 2.  | She Knows Me            | Bryan Adams, Jim Vallance                          | 3:37  |
| 3.  | I Can't Stop Loving You | Don Gibson                                         | 3:39  |
| 4.  | Kiss and Say Goodbye    | Winfred Lovett                                     | 3:10  |
| 5.  | Lay Lady Lay            | Bob Dylan                                          | 3:34  |
| 6.  | Rock and Roll Music     | Chuck Berry                                        | 2:34  |
| 7.  | Down on the Corner      | John Fogerty                                       | 2:39  |
| 8.  | Never My Love (en)      | Don Addrisi, Dick Addrisi                          | 3:17  |
| 9.  | Sunny                   | Bobby Hebb                                         | 3:31  |
| 10. | The Tracks of My Tears  | Smokey Robinson, Warren "Pete" Moore, Marv Tarplin | 2:56  |
| 11. | God Only Knows          | Brian Wilson, Tony Asher                           | 3:30  |

Titres bonus édition Deluxe
| No  | Titre                             | Auteur                        | Durée |
| --- | --------------------------------- | ----------------------------- | ----- |
| 12. | You've Been a Friend to Me        | Bryan Adams, Gretchen Peters  | 2:50  |
| 13. | Help Me Make It Through the Night | Kris Kristofferson            | 2:40  |
| 14. | C'mon Everybody                   | Eddie Cochran, Jerry Capehart | 2:50  |
| 15. | Many Rivers to Cross              | Jimmy Cliff                   | 4:09  |
| 16. | You Shook Me                      | Willie Dixon, J.B. Lenoir     | 3:47  |

Titre bonus de l'édition japonaise
| No  | Titre        | Auteur                                      | Durée |
| --- | ------------ | ------------------------------------------- | ----- |
| 17. | Let It Be Me | Gilbert Bécaud, Mann Curtis, Pierre Delanoë | 3:20  |

## Certification
| Pays   | Association  | Certification | Ventes/Équivalence |
| ------ | ------------ | ------------- | ------------------ |
| Canada | Music Canada | or            | 40 000             |